# Méthiopropamine
La méthiopropamine (MPA) est un analogue thiophène de la méthamphétamine, synthétisé pour la première fois en 1942 pour comparer ses propriétés pharmacologiques avec celles de ses analogues phényles. Chimiquement parlant, ce n'est ni une phényléthylamine ni une amphétamine et ce n'est pas non plus un de leurs analogues fonctionnels. Elle est apparue sur le marché au Royaume-Uni en décembre 2010 comme nouveau produit de synthèse. Elle n'est pas considérée par les utilisateurs comme une drogue particulièrement euphorisante ou récréative.

## Pharmacologie
La méthiopropamine agit comme un inhibiteur sélectif de la recapture de la dopamine et de la noradrénaline, environ 1,85 fois plus sélectif pour la noradrénaline que pour la dopamine. Elle est environ trois fois moins puissante que la dextroamphétamine en tant qu'inhibiteur de la recapture de la noradrénaline et cinq fois moins en tant qu'inhibiteur de la recapture de la dopamine. Elle possède également une activité minime en tant qu'inhibiteur de la recapture de la sérotonine,

## Synthèse
La synthèse de la méthiopropamine se fait en quatre étapes. Elle commence par le (thiophène-2-yl)bromure de magnésium, qui est mis en réaction avec de l'oxyde de propylène, donnant du 1-(thiophène-2-yl)-2-hydroxypropane qui ensuite réagit avec du tribromure de phosphore, donnant du 1-(thiophène-2-yl)-2-bromopropane qui va finalement réagir avec de la méthylamine, donnant du 1-(thiophène-2-yl)-2-méthylaminopropane.

Les quatre étapes de la synthèse racémique de la méthiopropamine à partir du (thiophène-2-yl)bromure de magnésium.